# Ritter der Zeit
Ritter der Zeit (Originaltitel: To the Ends of Time) ist ein US-amerikanischer Fantasyfilm von Markus Rothkranz aus dem Jahr 1996.

## Handlung
Um endlich Frieden zwischen seinem und dem Volk der Morlin zu stiften, konstruiert der Wissenschaftler und Magier Aeschilus auf Geheiß des Königs Francis eine Maschine in Form einer Uhr, welche die Zeit beeinflussen kann. Die Hexe Karnissa stiehlt die Erfindung und beschleunigt damit drastisch den Alterungsprozess der Menschheit, dabei vergeht in einer Woche so viel Zeit wie in einem Jahr. Der König sendet daraufhin ein Heer aus, welches aber von Karnissas magischen Kräften vernichtet wird. Der 12-jährige James, der durch die Maschine zu einem Mann herangewachsen ist und sich in der Zwischenzeit in Prinzessin Stephanie verliebt hat, macht sich nun alleine auf den Weg um die Maschine zu zerstören. Als James bei der Maschine ankommt, befindet er sich schon im Greisenalter. Kurz bevor er an Altersschwäche gestorben wäre, fällt ihm ein Ring herunter, dem ihm Prinzessin Stephanie vor der Abreise geschenkt hat, dabei löst sich ein Diamant heraus, der zwischen zwei Zahnräder fällt und in Folge die Maschine vernichtet. James, wieder im Alter eines jungen Mannes angekommen, kann fliehen und Karnissa wird von einem Maschinenteil erschlagen. James kehrt wieder in das Königreich zurück und heiratet Prinzessin Stephanie.

## Kritik
„Weitgehend spannungsarmer Fantasyfilm für Jugendliche in kunterbunt-kitschigen Kulissen, dessen unfreiwillige Komik die freiwillige weit übertrifft. Dem altbacken inszenierten Märchenstoff fehlt es an ironischen Brechungen und einer Auffrischung des Rollenverständnisses, so daß der Unterhaltungswert für Kinder eher bescheiden ist.“

## Veröffentlichung
Der Film kam am 1. August 1996 in die deutschen Kinos und wurde in Deutschland am 21. Oktober 1996 auf VHS veröffentlicht.